# Malaysia Open 1963
Die Malaysia Open 1963 im Badminton fanden vom 27. bis zum 29. Dezember 1963 in Penang statt.

## Finalergebnisse
| Disziplin    | Sieger                   | Finalist                           | Ergebnis          |
| ------------ | ------------------------ | ---------------------------------- | ----------------- |
| Herreneinzel | Yew Cheng Hoe            | Sangob Rattanusorn                 | 15-9, 15-11       |
| Dameneinzel  | Tan Gaik Bee             | Annie Keong                        | 11-2, 11-3        |
| Herrendoppel | Tan Yee Khan Ng Boon Bee | Teh Kew San Lim Say Hup            | 14-17, 15-9, 15-7 |
| Damendoppel  | Tan Gaik Bee Ng Mei Ling | Rosalind Singha Ang Teoh Siew Yong | 15-5, 15-5        |
| Mixed        | Eddy Choong Tan Gaik Bee | Bobby Chee Ewe Choon Ghee          | 4-15, 15-4, 15-6  |